# Bohusbanan

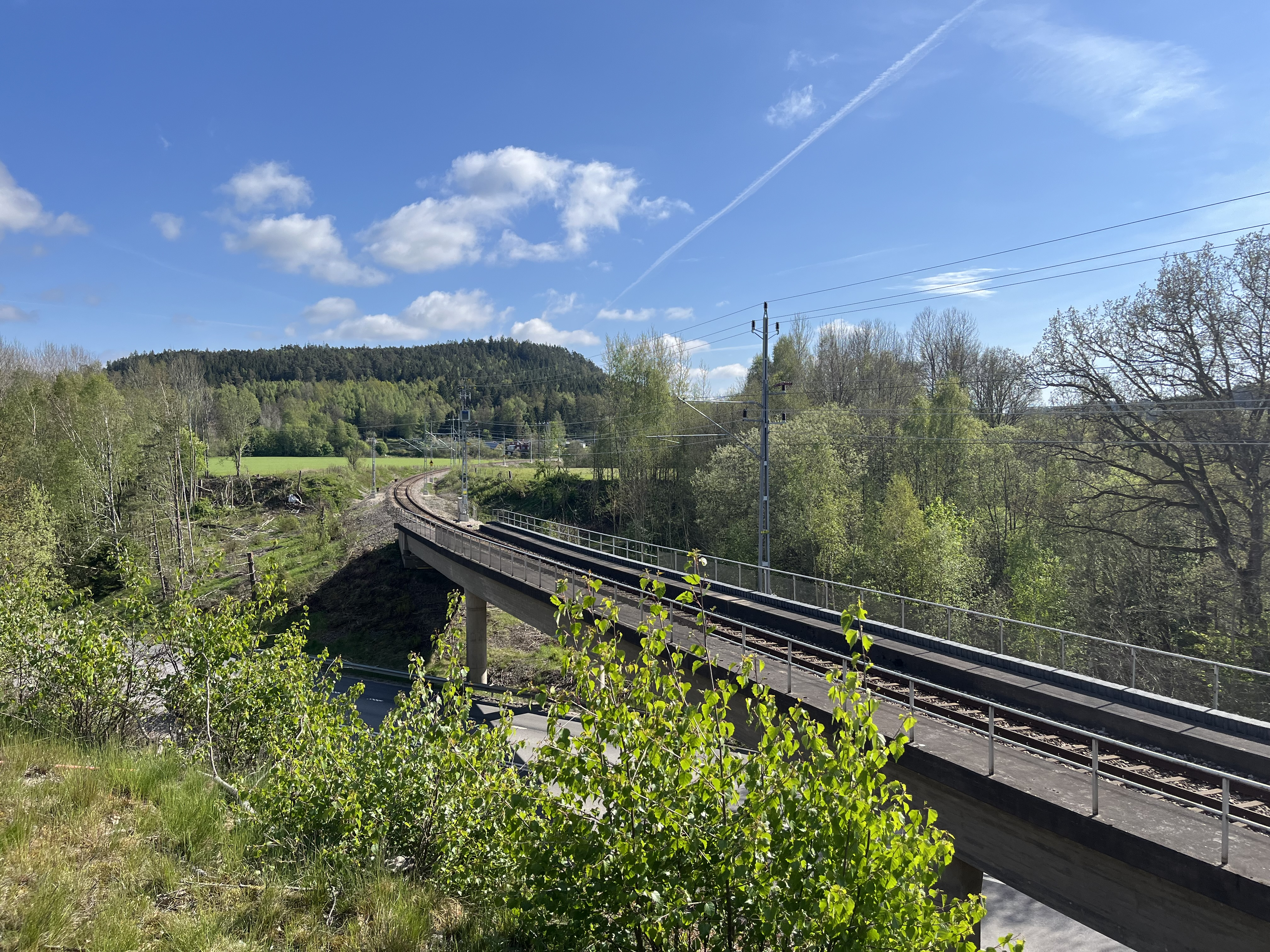
Bohusbanan. Söder om Ljungskile, bro över Länsväg 167.

Bohusbanan är en 180 kilometer  lång, i huvudsak enkelspårig järnväg i Bohuslän med sträckningen Göteborg–Strömstad.
Banan trafikeras av Västtrafiks regionaltåg Västtågen som går från Göteborg C. Under sommarhalvåret går dessutom SJ:s Snabbtåg från Strömstad till Uddevalla och vidare till Stockholm.

## Beskrivning
Bohusbanan börjar i Gamlestaden i Göteborg med anslutning till Norge/Vänerbanan, Västra stambanan, Kust till kust-banan och Västkustbanan i Göteborg.
I Uddevalla ansluter Älvsborgsbanan. Norr om Munkedal (i Smedberg) avgrenas Lysekilsbanan, som saknar persontrafik. Strömstad är ändstation med ett tidstypiskt stationshus mitt i centrum av staden.
Bohusbanan korsar E6:an sex gånger. Banan har 14 tunnlar, varav tio söder och fyra norr om Uddevalla. De allra flesta korsningar med allmän väg är planskilda, medan det finns många enskilda vägar med plankorsningar. Detta följde av byggreglerna för statsbanor då banan byggdes, till skillnad från något årtionde tidigare då plankorsningar var regel vid järnvägsbyggen.
Samtliga stationshus ritades av SJ:s dåvarande chefsarkitekt Folke Zettervall.

## Historia
Bohusbanan var tänkt att bli en viktig pulsåder, en betydelse som den dock aldrig kom att få. Sedan tidigare fanns järnvägsförbindelse Göteborg–Oslo via Mellerud och Göteborg–Uddevalla via Öxnered, men det var privata järnvägar och staten ville ha en statlig stambana Göteborg–Uddevalla–Oslo. Staten hade tidigare inte velat bygga en sådan bana, enligt antikustprincipen, men hade ändrat sig kring år 1900. Tanken var att Västkustbanan skulle fortsätta från Göteborg och norrut längs västkusten in över Norge på en hög bro över Idefjorden vid gränsen, men unionsupplösningen 1905 stoppade dessa planer. För att rädda vad som räddas kunde bestämde sig SJ för att köpa in banan Strömstad – Skee, och Strömstad blev därmed slutstationen. Efter unionsupplösningen fördes under många år framigenom diskussioner mellan Sverige och Norge om att bygga en järnvägsbro över Idefjorden, men oenighet i brons placering slutade med att det aldrig har byggts en järnvägsbro. Istället har det byggts två bilbroar över Idefjorden.
Vidare skulle bibanor från Bohusbanan, som var tänkt som en del av "västkustens kroppspulsåder", dras från Bohusbanan till anslutande samhällen som låg direkt vid kusten. Den enda bibana som byggdes blev dock Lysekilsbanan till Lysekil. Dessutom fanns det sedan 1895 den smalspåriga Munkedalsbanan till Munkedals bruk och Munkedals hamn. Stationen Tanum byggdes med avsikt utanför Tanumshede för att man tänkte sig dra anslutande banor dit, istället fick stationen äran att ha SJ:s första busslinje till stationen. Busslinjen mellan Grebbestad och Tanums station invigdes 1911.

### Upprustning på 2000-talet
Under åren 2007–2010 rustades Bohusbanan upp mellan Göteborg och Uddevalla, bland annat installerades fjärrblockering och mötesspår återuppbyggdes i Säve, Kode, Stora Höga och Svenshögen.
På grund av bygget av nya E6 till motorväg genom Bohuslän (som genomfördes 2005–2015) var järnvägens framtid norr om Munkedal vid ett tillfälle ifrågasatt. Dåvarande Vägverket ville lägga ned banan eftersom de då skulle kunna slippa bygga broar och därmed göra en besparing på 250 miljoner kronor i ett annars väldigt dyrt bygge. Man beslöt dock att behålla banan men göra längre avstängningar på vissa sträckor. Mellan 2009 och 2012 stängdes den norra delen av banan av mellan Skee och Strömstad på grund av motorvägsbygget samt att en ny sydlig infart till Strömstad behövde använda delar av banvallen. Bohusbanan fick i samband med detta en ny kortare sträckning norr om Skee med en längre bro över E6 och en tunnel genom Kollekindsberget. Hela sträckan Skee-Strömstad fick också ny helsvetsad räls och ny kontaktledningsanläggning. Den gamla godsbangården strax söder om Strömstad revs också och numera finns bara huvudspåret kvar.

### Årtal och händelser
- Uddevalla–Skee och Skee–Strömstad invigdes samtidigt i december 1903.
- Göteborg Tingstad–Uddevalla öppnades 1907[5]
- Sträckan Tingstad–Göteborg C inklusive Marieholmsbron öppnades 1909.
- Den enda sidobanan, Lysekilsbanan, öppnas 1913.
- 1939 invigdes eldrift på sträckan Göteborg-Uddevalla och 1950 på Uddevalla-Strömstad.
- 1995 järnvägsbron över Nordre älv ersätts av en ny bro.
- Den 20 december 2006 skadades banan av ett jordskred vid Taske å söder om Munkedal (Smårödsraset), som också spärrade väg E6. Både persontrafiken till Strömstad och godstrafiken till Lysekil stoppades. Den 24 februari 2007 kunde trafiken återupptas på Bohusbanan. Den återuppbyggda banan är byggd med en liten förskjutning åt öster för att ligga på fastare mark.
- 2009 infördes fjärrblockering på sträckan Göteborg–Uddevalla, vilket gör att trafiken kan höjas från 9–10 tåg per riktning och dag till 16 tåg Stenungsund-Uddevalla och 22 tåg Göteborg–Stenungsund.
- 2012 återöppnades sträckan Skee–Strömstad efter att ha varit avstängd sedan 2009 på grund av motorvägsbygge.
- Den andra Marieholmsbron började byggas 2014 och invigdes mars 2016.[6] Det gav dubbelspår över älven. Bron är hårt trafikerad av tåg på Bohusbanan och Göteborgs hamnbana.
- Under 2020 byggdes ett nytt mötesspår vid Grohed mellan Ljungskile och Uddevalla.[7]
- Under 2023 och 2024 renoverades tio tunnlar mellan Stenungsund och Uddevalla, och dessutom byttes de 75–85 år gamla kontaktledningsstolparna ut.[8] Under denna över ett år långa tid var trafiken inställd Stenungsund–Uddevalla, medan tåg gick Göteborg–Stenungsund och Göteborg–Trollhättan–Uddevalla–Strömstad.

### Historiska stationer och hållplatser
Följande stationer och hållplatser är numera nedlagda och tågen stannar inte längre. Avstånden är från Göteborgs centralstation.
| Km  | Station/hållplats | Nedlagd |
| --- | ----------------- | ------- |
| 4   | Göteborg-Tingstad | 1979    |
| 8   | Lillhagen         | 1984    |
| 10  | Tuve              | 1959    |
| 15  | Säve              | 1979    |
| 27  | Skårby            | 1975    |
| 37  | Jörlanda          | 1984    |
| 52  | Ödsmål            | 1984    |
| 55  | Hällungen         | 1983    |
| 66  | Skafteröd         | 1970    |
| 75  | Resteröd          | 1968    |
| 79  | Grohed            | 1968    |
| 84  | Höjentorp         | 1948    |
| 87  | Östertull         | 1961    |
| 96  | Torsberg          | 1968    |
| 100 | Hogstorp          | 1971    |
| 106 | Saltkällan        | 1971    |
| 114 | Smedberg          | 1975    |
| 139 | Trättelanda       | 1964    |
| 144 | Orrekläpp         | 1988    |
| 154 | Mjölkeröd         | 1988    |
| 158 | Kragenäs          | 1988    |
| 170 | Varp              | 1988    |

## Idag

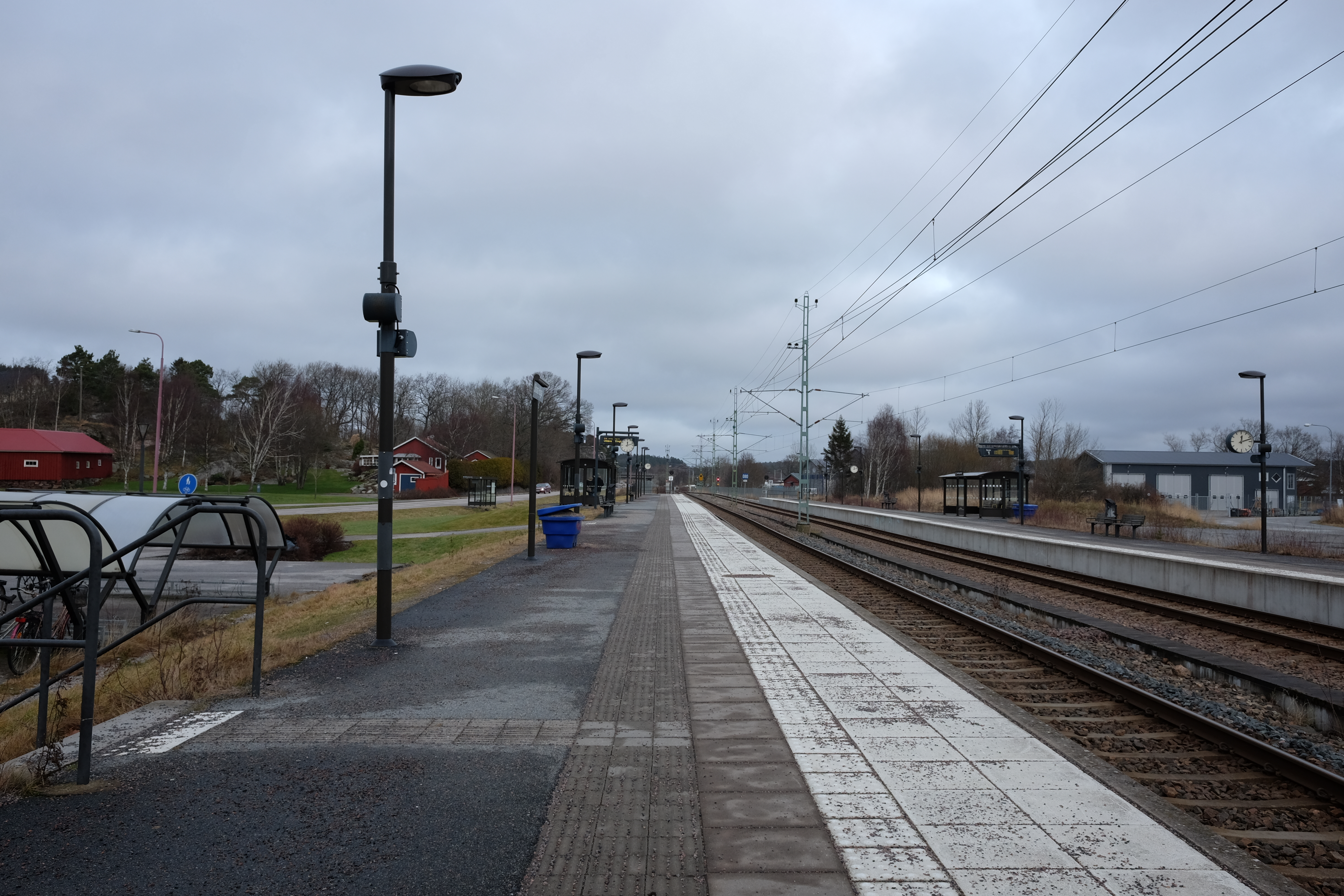
Stora Höga station.

Banan används för regionaltågstrafik och vissa godstransporter till och från Uddevalla och Stenungsund. Norr om Dingle finns enbart persontrafik.
Banan ingår i Trafikverkets nät.
I Strömstad ansluter busslinjen Gränspendeln som går via Svinesundsbron till Sarpsborg, Halden och Oslo i Norge. Busslinjer finns också parallellt längs hela banan, vilket beror på att det finns efterfrågan på högre turtäthet och stopp på andra ställen än vad banan kan erbjuda. Det är motorväg parallellt längsmed hela banan så bussar konkurrerar i restid.
Banans betydelse som transportled har idag till en relativt stor del övertagits av främst E6. Banan mellan Göteborg och Uddevalla har fått fjärrblockering installerat men det saknas på övriga sträckan. Antal tåg kunde därmed höjas kraftigt. De parallella bussarna har minskats från 25 till 15 per dag. De tar ungefär lika lång tid som tågen.
Norr om Munkedal, strax efter att banan grenat av sig mot Lysekil är Bohusbanan sämre med nedsatt hastighet till 40 km/h på sina ställen. Banan norr om Dingle har inte haft några reguljära godstransporter sedan 1961 medan godstrafiken till Lysekil lades ner 2010. I Dingle lastas godståg med timmer.

## Framtid
Se även Göteborgs pendeltåg

### Fler stationer
Det finns förslag på fler stationer, dock inte något beslutat förutom Brunnsbo. Det är enkelspår, så om det blir längre restider kan få mötestider att ändras så att det inte går att ha avgång exakt varje halvtimme. En ny pendeltågsstation väster om Brunnsbotorget på Hisingen började byggas i december 2024 med förväntat färdigställande 2029/2030. Många arbetsplatser finns i området. Resa Stenungsund–Brunnsbo/Backaplan sker idag med busslinjen Stenungsund Express. I arbetet ingår även dubbelspår från Hamnbanans anslutning i söder till Minelundsvägen i norr och två stycken planskilda korsningar vid Backavägen samt Minelundsvägen/Lillhagsvägen.
Det har även diskuterats planer på ett tågstopp i bland annat Säve.

### Upprustning
Trafikverket planerar att rusta upp kontaktledningsanläggningen på sträckan Uddevalla–Strömstad mellan år 2025 och 2027. Dessutom kommer även förbättringsåtgärder göras kring Uddevalla central, med upprustning av bangården och ombyggnation av stationens mittplattform. En vidare upprustning av norra Bohusbanan (med bland annat plankorsningsåtgärder) skulle kunna bidra att den största tillåtna hastigheten skulle kunna höjas från 90 km/h till 110 km/h (sträckan Skee–Strömstad har redan 110 km/h).
Det har funnits önskemål om att bygga dubbelspår Göteborg–Stenungsund för att kunna köra tätare turer med persontrafik.

### Förlängning till Norge
Man har vid ett flertal tillfällen, ända sedan då banan byggdes, haft funderingar på att förlänga Bohusbanan från Strömstad in i Norge, men detta har aldrig blivit av. På grund av banans kurvighet skulle restiden bli klart längre än via dagens spår via Trollhättan. År 2008 tar Göteborg-Strömstad 2:35 medan Göteborg-Halden via Dalsland tar 2:00. Nyttan skulle i första hand vara för lokala resenärer, till exempel svenskar som arbetar i Fredrikstad och norrmän som handlar i Strömstad. På grund av löne- och prisskillnader går dessa reseströmmar i nämnd riktning. En nytta skulle också vara att godstrafiken skulle undvika den branta backen (2,5 %) vid Halden.
I mars 2021 offentliggjordes en plan på att bygga en helt ny höghastighetsbana på 400 km/h hela vägen Oslo och Göteborg som skulle kunna stå klar 2028, men sträckningen avser inte att gå på Bohusbanan via Ytterby och Stenungsund utan via Kungälv och Trollhättan. Projektet har sedermera runnit ut i sanden, efter att flera kommuner drog sig ur projektet.